# Reino da Dinamarca
O Reino da Dinamarca (em dinamarquês:  Kongeriget Danmark ou Danmarks Rige) é uma monarquia constitucional que se constitui numa comunidade de nações, sendo os países constituintes a própria Dinamarca, na Europa setentrional, e dois países autônomos ultramarinos - as Ilhas Faroé no Atlântico Norte e a Groenlândia no extremo setentrional da América do Norte. 
O relacionamento entre esses países constituintes é referido como Rigsfællesskabet.
Dos três membros, apenas a Dinamarca faz parte da União Europeia. 
| País               | População | Área (km²) | Densidade (por km²) |
| Reino da Dinamarca | 5 626 011 | 2 220 093  | 2,5                 |
| Dinamarca          | 5 519 441 | 43 094     | 127                 |
| Ilhas Feroe        | 53 400    | 1 366      | 34                  |
| Groenlândia        | 56 700    | 2 486 000  | 0,026               |

FONTES: